# Румункі (Плоцький повіт)
Румункі (пол. Rumunki) — село в Польщі, у гміні Гомбін Плоцького повіту Мазовецького воєводства.
Населення — 56 осіб (2011).
У 1975-1998 роках село належало до Плоцького воєводства.

## Демографія
Демографічна структура станом на 31 березня 2011 року:
|          | Загалом | Допрацездатний вік | Працездатний вік | Постпрацездатний вік |
| -------- | ------- | ------------------ | ---------------- | -------------------- |
| Чоловіки | 29      | 11                 | 16               | 2                    |
| Жінки    | 27      | 6                  | 18               | 3                    |
| Разом    | 56      | 17                 | 34               | 5                    |